# لوئیس ابل
لوئیس ابل (انگلیسی: Louis Abell; ۲۱ ژوئیهٔ ۱۸۸۴ – ۲۵ اکتبر ۱۹۶۲) قایقران روئینگ اهل ایالات متحده آمریکا بود.
وی در مسابقات کشوری و بین‌المللی در مجموع برندهٔ ۲ مدال طلا شده‌است.